# Калязинская колокольня
Колокольня Николаевского собора (известна как затопленная колокольня) — памятник истории и архитектуры на искусственном острове Угличского водохранилища близ города Калязина. В настоящее время затопленная колокольня является главным символом Калязина и привлекает множество туристов. В летнее время у колокольни проводятся регулярные молебны. В зимнее время подобраться к ней не всегда возможно, а летом во время Верхневолжского крестного хода именно там заканчивается крестный ход, который начинается у истока Волги в Осташкове. Здесь он останавливается для совершения молебна.

## История

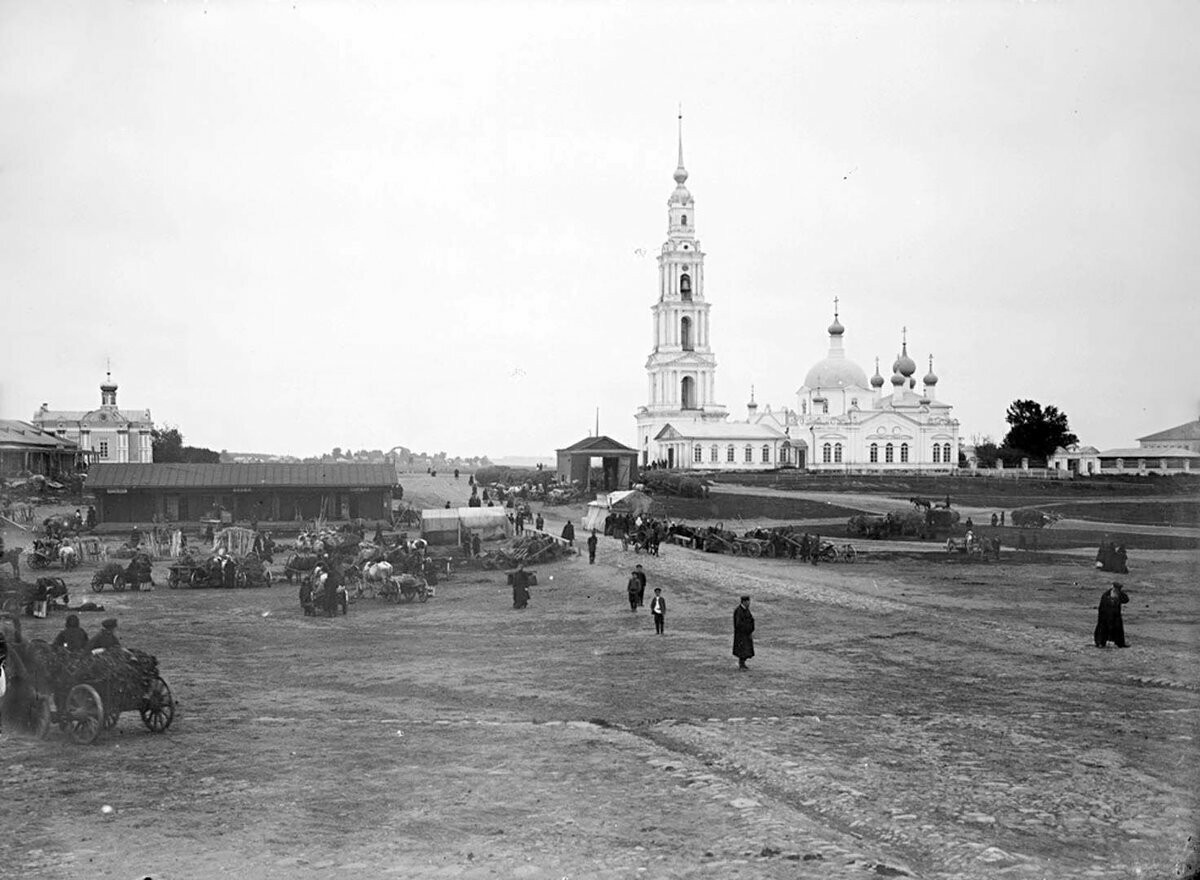
Николаевский собор с колокольней в 1903 году

Колокольня построена в 1800 году при Николаевском соборе (воздвигнут в 1694 году) бывшего Николо-Жабенского монастыря в стиле классицизма; имела пять ярусов, купол с главой и шпилем. Колокольня (высота 74,5 м) отстроена за 6 лет. Она имела 12 колоколов. Самый большой колокол в 1038 пудов отлит в 1895 году на деньги монастыря в честь восшествия на престол Николая II.
В 1930-х годах был разработан проект Угличского водохранилища, предусматривавший искусственное расширение реки Волги и создание на её акватории гидроэлектростанций. При строительстве водохранилища в 1939 году старая часть Калязина оказалась в зоне затопления; собор был разобран, а колокольню оставили в качестве маяка. Сразу же, как по Волге начали ходить гружёные баржи, стало ясно, что ориентироваться на другие знаки невозможно, поскольку здесь пролегает очень крутой поворот реки. В архивных документах того времени колокольня фигурирует как маяк.
В советское время ходили разговоры о том, что колокольню надо снести; говорили также о том, что её целесообразно разобрать, так как она немного накренилась из-за непрочности фундамента, но в конце 1980-х годов фундамент колокольни укрепили, вокруг неё был создан искусственный островок с причалом для лодок. Калязинская колокольня изображена на почтовой марке СССР 1991 года.
22 мая 2007 года в колокольне была совершена Божественная литургия.
В апреле 2014 года оказалась окружена сушей из-за падения уровня воды в водохранилище, что было обусловлено малоснежной зимой и сбоем в работе плотин.
18 августа 2016 года на колокольне установлено 5 новых колоколов, отлитых по специальному заказу в московской мастерской Ильи Дроздихина. Теперь колокольный звон сопровождает каждое богослужение.
В 2021 году на реставрацию колокольни, завершение которой запланировано к 30 сентября 2021 года, выделено 104 млн рублей. При восстановлении креста реставраторами обнаружены сохранившиеся на нём исторические надписи о людях, которые участвовали в его освящении и установке 29 августа 1893 года. Кроме обычных ремонтно-реставрационных работ планировалось восстановление часового механизма и монтаж архитектурной подсветки колокольни. Впоследствии срок окончания работ был сдвинут к концу 2021 года. К началу октября были восстановлены шпиль и крест, отреставрированы фасады, воссозданы часы с боем, кованые решётки и окна, смонтирована подсветка фасадов. В конце декабря 2021 года колокольня была открыта для посещения.

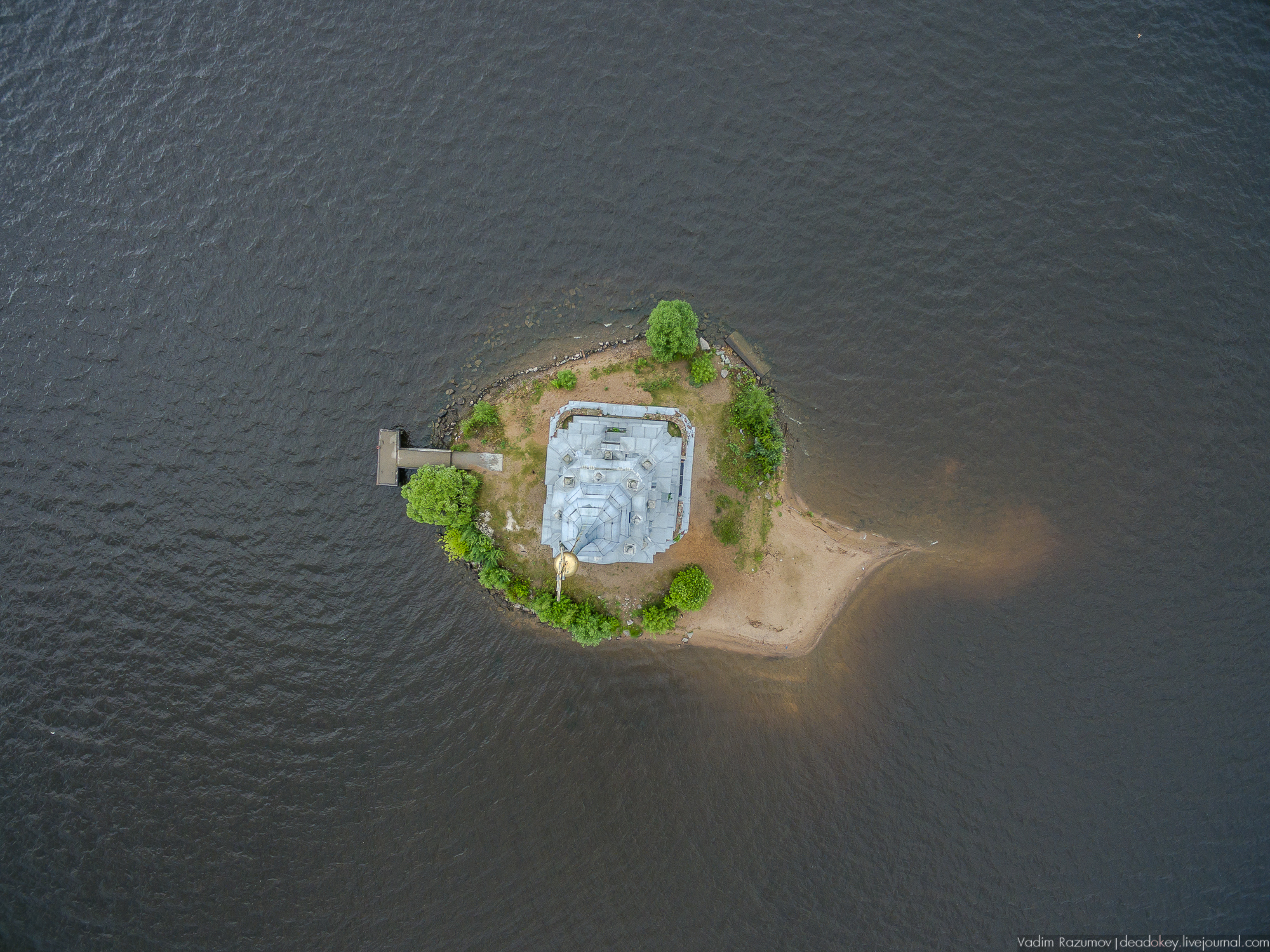
Остров, вид сверху
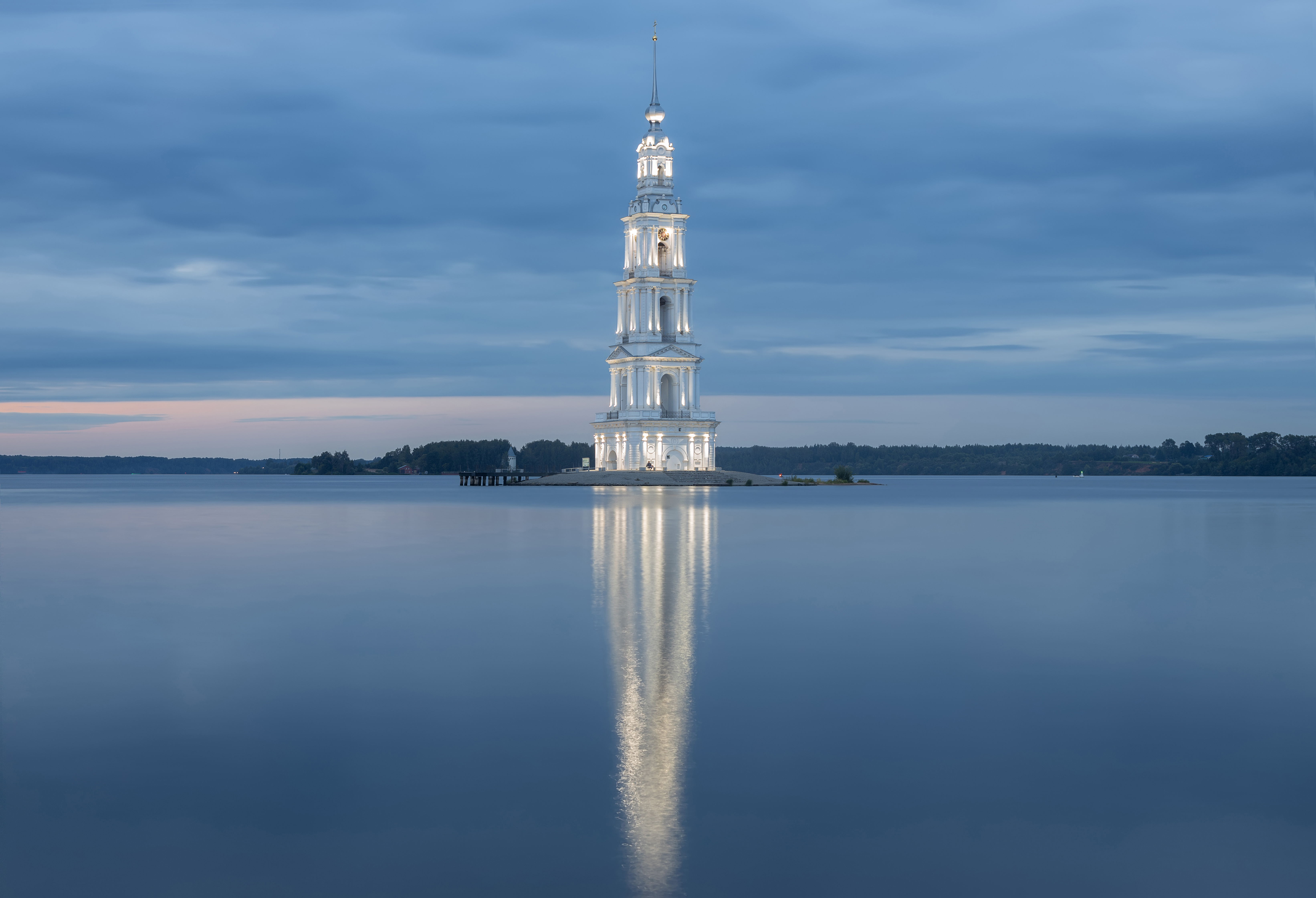
Калязинская колокольня вечером